# 마카로프 피스톨
마카로프 권총(PM, Pistolet Makarova, Пистолет Макарова)은 소련에서 개발된 반자동 권총이다.

## 특징
콜트나 초기 권총인 TT-33보다 작은데는 이유가 있는데, 당시 소련은 기관단총과 라이플의 중간 정도 되는 AK-47 소총을 사용했고, 소련의 군부는 권총이 주무장을 보조하는 무기라는 개념에 의거하여 큰 권총은 필요가 없었기에 주무장의 사용에 문제가 없을정도로 작은 크기로 제작되었다.
이전에 쓰던 권총인 TT 권총은 수동 안전장치가 없어 오발이 날 수도 있었음으로 안전장치가 필요했고, 더블 액션으로 설계되며, 빠르게 생산 할 수 있어야 했다. 사용 탄종은 9×18 마카로프 탄. 9×19mm 파라벨럼탄과 .380 ACP도 사용가능. 하지만 탄피배출이 되지 않으며, .380 ACP를 넣고 쐈을때는 탄이 튀는 착탄되는 키홀(Keyhole)현상이 일어난다.
기본 모델인 PM은 8발들이 단열 탄창을 사용하며, 1990년대에 나온 현대화형인 PMM은 10. 12발들이 복열 탄창을 사용한다.
TT 권총만큼이나 밀수품으로 많이 거래되고 있는 총기라고 한다. 일본에도 많이 흘러 들어갔는지 야쿠자의 제식권총 소리를 듣던 54식 권총(TT 권총의 중국식 복제판)의 자리를 점점 뺏고 있다 한다.

## 퇴역상황
소련 붕괴 후 2003년부터 러시아 국방부는 차기 권총인 MP-443으로 교체를 시작하였으나 러시아의 경제상황이 어렵고 세계적인 군축의 시대인만큼 국방비가 줄어들었으므로 전량 교체에는 비용의 문제가 있기에 아직도 후방에서 적지 않게 TT-33, 마카로프 PM이나 PMM이 심심찮게 보인다.

## 같이 보기
- MP-443
- TT-33